# 187 هـ
187 هـ هي سنة في التقويم الهجري امتدت مقابلةً في التقويم الميلادي بين سنتي 803 و803.

## مواليد
- عبد الرحمن بن عبد الحكم القرشي أول مؤرخ لمصر الإسلامية، ولد بالفسطاط، وتوفي في محرم عام 257 هـ.

## وفيات
- الرؤاسي
- الفضيل بن عياض
- عيسى بن يونس
- معاذ بن مسلم
- معتمر بن سليمان